# Copa do Mundo Unity
A Copa do Mundo Unity, o Copa do Mundo da Unidade, é uma competição internacional de futebol para seleções nationais cristões.
O seu nome, Unity (unidade, em inglês), mostra a intenção dela para unir todas as familias do Cristianismo.
Ela é organizada sob a égide da fundaçao João Paulo II para esportes
Sua primeira edição teve lugar em Goa, Hyderabad e Bangalore (Índia), em dezembro de 2014 e contou com a presença de oito equipas nacionais.
A segunda edição teve lugar em Bogota, Colombia, em junho de 2016, e contou com a presença de dez equipas nacionais.
A próxima edição terá lugar em 2018, na Egito.

## Edições

### Goa 2014
Participantes :
- Grupo A
  -  Brasil
  -  Índia
  -  Gana
  -  Portugal
- Grupo B
  -  Egito
  -  Nigéria
  -  Colômbia
  -  Uzbequistão

A Copa foi vencida pela seleção da Nigéria.

### Bogota 2016
Participantes :
- Grupo A
  -  Egito
  -  Brasil
  -  Uzbequistão
  -  Equador
  -  Argentina
- Grupo B
  -  Bolívia
  -  Colômbia
  -  Coreia do Sul
  -  Alemanha
  -  Chile

A Copa foi vencida pela seleção do Brasil.